# Pegaso (costellazione)
Pegaso (in latino Pegasus) è una costellazione settentrionale; è una delle 88 costellazioni moderne, ed era anche una delle 48 costellazioni elencate da Tolomeo. Gli antichi vi vedevano raffigurato il mitico cavallo alato dello stesso nome.

## Caratteristiche

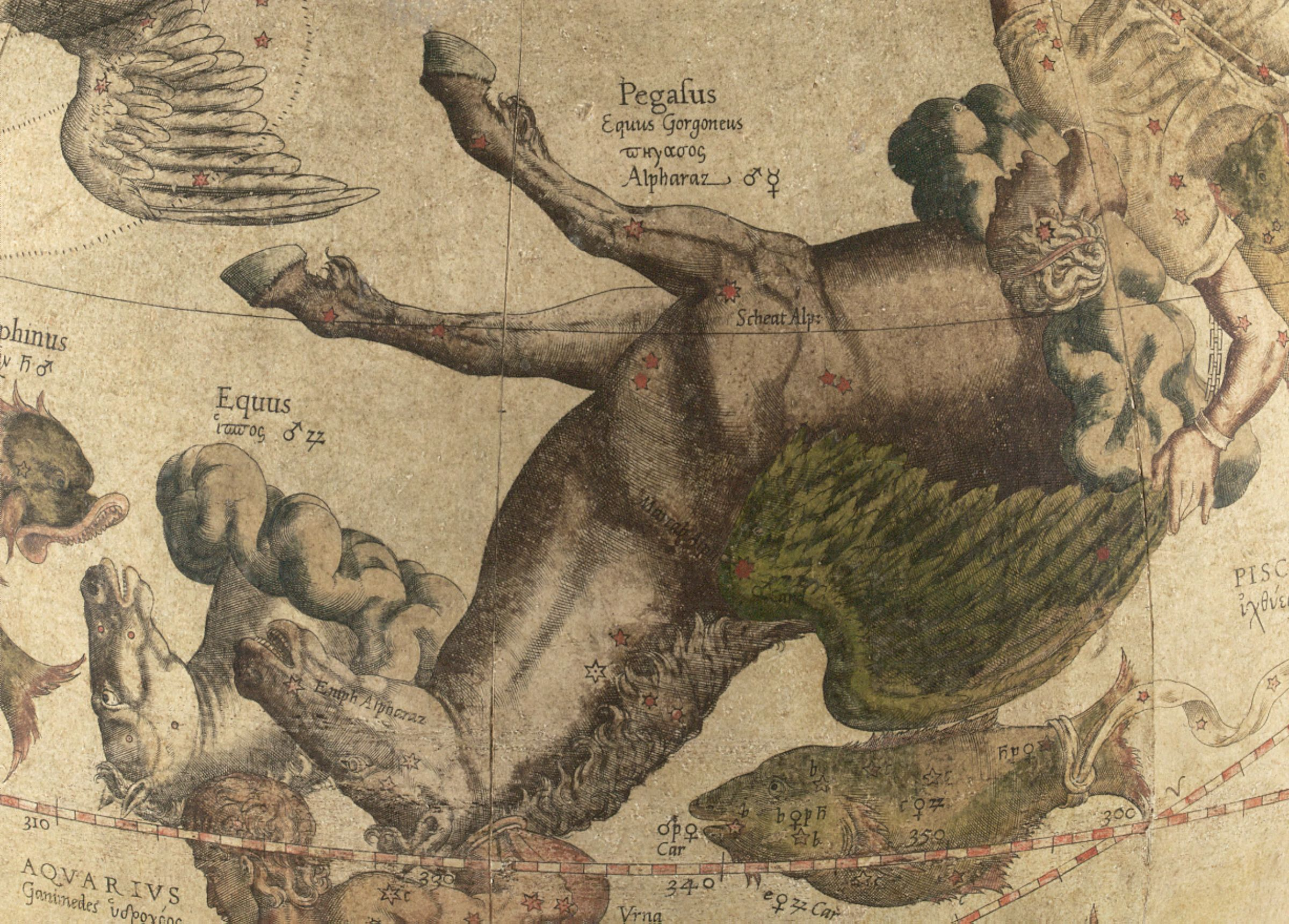
Pegaso e Cavallino illustrate dal Mercatore.

Quella di Pegaso è una grande e ben nota costellazione del cielo boreale; le sue tre stelle più brillanti, assieme a Sirrah (α And), formano un quadrilatero detto il Quadrato di Pegaso, un celeberrimo asterismo facilmente riconoscibile in cielo anche dalle aree urbane. A questa si aggiunge Enif, una stella da seconda magnitudine, più altre di terza e quarta grandezza, che delineano la costellazione ad est del Cigno e della Freccia. L'area di cielo occupata dalla costellazione non è particolarmente ricca di stelle di fondo, non essendo sovrapposta alla scia della Via Lattea e in particolare il Quadrato appare quasi privo di stelle di fondo.
Il periodo più propizio per la sua osservazione nel cielo serale ricade nei mesi compresi fra luglio e gennaio; dall'emisfero nord è una delle più classiche e riconoscibili figure del cielo delle notti autunnali, quando Pegaso si presenta alta nel cielo assieme a Cassiopea. Dall'emisfero sud la sua visibilità è leggermente ridotta, sebbene la sua declinazione non sia particolarmente elevata, e anzi la parte meridionale della costellazione giaccia a pochi gradi dall'equatore celeste.

### Stelle principali
- Enif (ε Pegasi) è una supergigante rossa di magnitudine 2,38, distante 672 anni luce; è la stella brillante più occidentale della costellazione.
- Scheat (β Pegasi) è una gigante rossa di magnitudine 2,44, distante 199 anni luce; costituisce il vertice nordoccidentale del Quadrato di Pegaso.
- Markab (α Pegasi) è una gigante azzurra di magnitudine 2,49, distante 140 anni luce; costituisce il vertice sudoccidentale del Quadrato di Pegaso.
- Algenib (γ Pegasi) è una subgigante azzurra di magnitudine 2,83, distante 333 anni luce.
- Matar (η Pegasi) è una gigante gialla di magnitudine 2,93, distante 215 anni luce.

51 Pegasi è accompagnata da un pianeta extrasolare, il primo ad essere stato scoperto.
Sirrah veniva considerata parte sia di Pegaso che di Andromeda ma l'Unione Astronomica Internazionale, fissando ufficialmente i confini delle costellazioni, ha stabilito che Sirrah appartiene ad Andromeda. Quest'ultima, insieme a Markab, Scheat e Algenib formano un asterismo noto come Quadrato di Pegaso.

### Stelle doppie
La costellazione di Pegaso è ricca di stelle doppie di facile risoluzione.
- Una delle più facili è la 3 Pegasi, le cui componenti sono di sesta e settima magnitudine, bianco-giallastre, e risolvibili senza difficoltà anche a bassi ingrandimenti, grazie alla loro separazione di quasi 40".
- La 1 Pegasi è una coppia di stelle arancioni, in cui la primaria è di magnitudine 4,1, mentre la secondaria è di nona grandezza; nonostante la grande disparità di luminosità, la coppia è facilmente risolvibile grazie alla loro grande separazione.
- La η Pegasi è formata anch'essa da due stelle di differenti luminosità, e anche in questo caso la loro risoluzione è facilitata dalla grande separazione angolare. In realtà ognuna delle componenti è a sua volta una doppia, irrisolvibile però con piccoli strumenti.
- HD 218395 è una coppia più stretta, ma il relativamente piccolo divario di magnitudini fra le due componenti, entrambe biancastre, favorisce la loro osservazione.

| Principali stelle doppie |                                          |                                          |             |             |                                 |         |
| Nome                     | Coordinate equatoriali all'epoca J2000.0 | Coordinate equatoriali all'epoca J2000.0 | Magnitudine | Magnitudine | Separazione (in secondi d'arco) | Colore  |
| Nome                     | AR                                       | Dec                                      | A           | B           | Separazione (in secondi d'arco) | Colore  |
| 1 Pegasi                 | 21h 22m 05s                              | +19° 48′ 16″                             | 4,08        | 9,0         | 36,2                            | ar + ar |
| 3 Pegasi                 | 21h 37m 44s                              | +06° 37′ 06″                             | 6,18        | 7,65        | 39,2                            | b + g   |
| ε Pegasi                 | 21h 44m 11s                              | +09° 52′ 30″                             | 2,39        | 11,0        | 82,0                            | ar + g  |
| HD 208202                | 21h 54m 18s                              | +19° 43′ 00″                             | 6,39        | 8,5         | 22,3                            | ar + g  |
| η Pegasi Aa-BC           | 22h 43m 00s                              | +30° 13′ 17″                             | 2,94        | 8,0         | 90,4                            | g + g   |
| HD 218395                | 23h 07m 28s                              | +32° 49′ 31″                             | 6,25        | 7,75        | 8,4                             | b + b   |
| 57 Pegasi                | 23h 09m 32s                              | +08° 40′ 38″                             | 5,12        | 10,6        | 32,9                            | r + b   |
| HD 219139                | 20h 13m 26s                              | +11° 03′ 45″                             | 5,82        | 9,7         | 33,3                            | g + g   |

### Stelle variabili
Molte delle stelle variabili della costellazione sono alla portata di piccoli strumenti amatoriali.
Fra le Mireidi le più luminose in fase di massima sono la R Pegasi e la S Pegasi, che possiedono entrambe lo stesso tipo di oscillazione, essendo al massimo di magnitudine 6,9 e al minimo di tredicesima grandezza; in entrambi i casi il periodo è superiore a un anno.
Fra le semiregolari la più notevole è la β Pegasi, che oscilla fra le magnitudini 2,3 e 2,8 e le sue variazioni sono apprezzabili nel corso del tempo anche ad occhio nudo, prendendo come riferimento la luminosità delle stelle vicine di simile magnitudine. La 57 Pegasi ha una compagna di colore rosso catalogata come TW Pegasi, un'altra semiregolare che oscilla fra la settima e la nona grandezza nell'arco di oltre due anni.
Una variabile a eclisse di lungo periodo (una variabile RS Canum Venaticorum) osservabile senza strumenti è la IM Pegasi, anche se le sue oscillazioni sono dell'ordine di pochi decimi di magnitudine.
| Principali stelle variabili |                                          |                                          |             |             |                  |                       |
| Nome                        | Coordinate equatoriali all'epoca J2000.0 | Coordinate equatoriali all'epoca J2000.0 | Magnitudine | Magnitudine | Periodo (giorni) | Tipo                  |
| Nome                        | AR                                       | Dec                                      | Max.        | Min.        | Periodo (giorni) | Tipo                  |
| R Pegasi                    | 23h 06m 39s                              | +10° 32′ 36″                             | 6,9         | 13,8        | 378,1            | Mireide               |
| S Pegasi                    | 23h 20m 33s                              | +08° 55′ 08″                             | 6,9         | 13,8        | 319,22           | Mireide               |
| RZ Pegasi                   | 22h 05m 53s                              | +33° 30′ 25″                             | 7,6         | 13,6        | 438,7            | Mireide               |
| TW Pegasi                   | 22h 04m 00s                              | +28° 20′ 54″                             | 7,00        | 9,20        | 956,4            | Semiregolare pulsante |
| GZ Pegasi                   | 23h 09m 31s                              | +08° 40′ 38″                             | 4,95        | 5,23        | 92,66            | Semiregolare          |
| HH Pegasi                   | 23h 51m 21s                              | +09° 18′ 48″                             | 5,74        | 5,90        | 0,0087           | Irregolare            |
| HR Pegasi                   | 22h 54m 36s                              | +16° 56′ 31″                             | 6,12        | 6,49        | 50:              | Semiregolare          |
| IM Pegasi                   | 22h 53m 02s                              | +16° 50′ 28″                             | 5,60        | 5,85        | 24,44            | Eclisse               |
| β Pegasi                    | 23h 03m 46s                              | +28° 04′ 57″                             | 2,30        | 2,80        | -                | Semiregolare pulsante |
| ε Pegasi                    | 21h 44m 11s                              | +09° 52′ 30″                             | 0,7         | 3,5         | -                | Irregolare            |
| 31 Pegasi                   | 22h 21m 31s                              | +12° 12′ 19″                             | 4,85        | 5,05        | -                | Irregolare (γ Cas)    |

Un caso particolare è rappresentato dal sistema IK Pegasi, una stella doppia che è considerata una candidata a diventare una supernova entro brevissimo tempo (in termini astronomici).

## Oggetti del profondo cielo

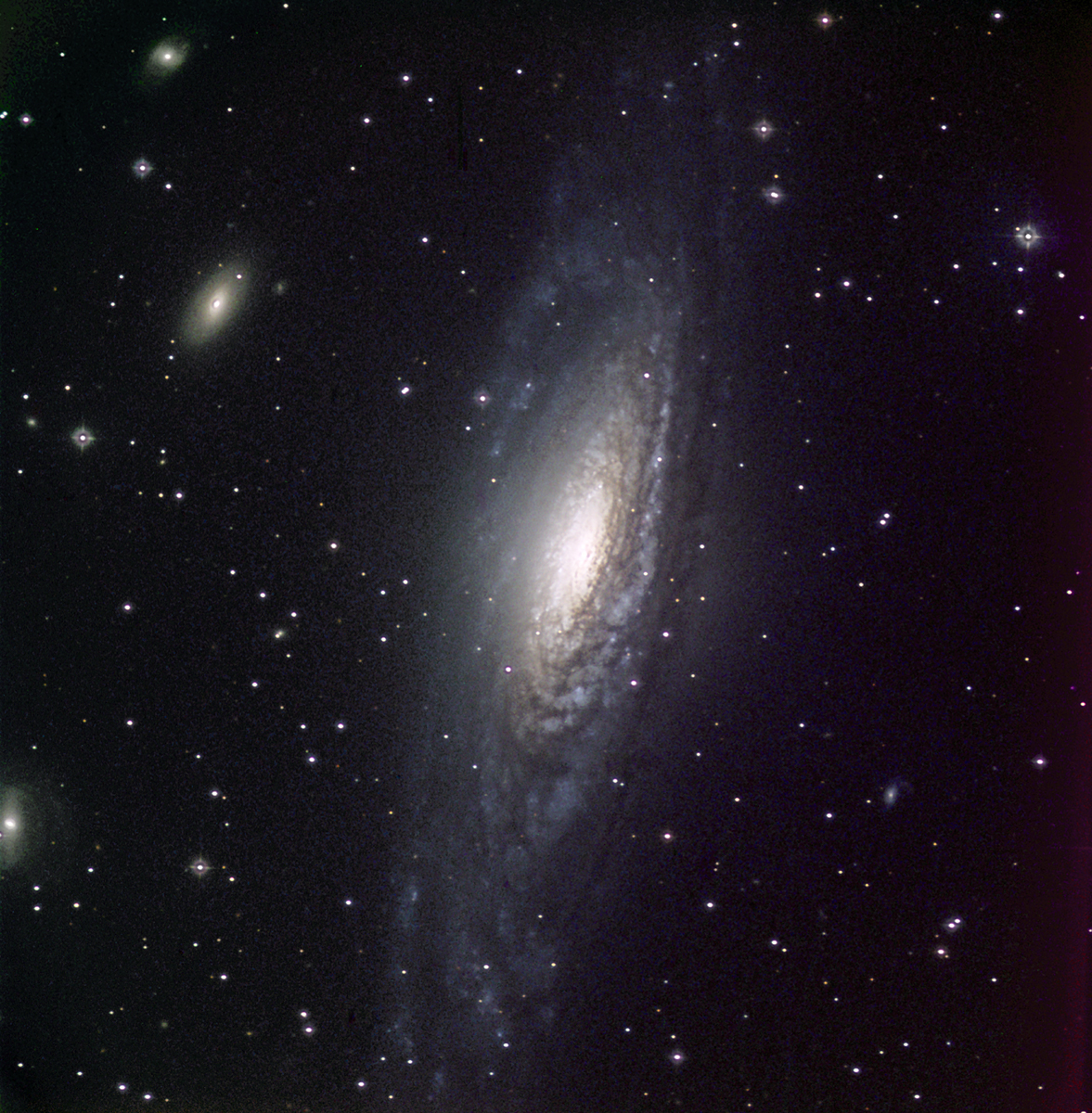
NGC 7331, una galassia spirale molto luminosa.

La costellazione si estende in una regione di cielo non oscurata dalle polveri galattiche, pertanto sono visibili in particolare galassie, alcune delle quali sono piuttosto appariscenti.
Nella parte occidentale di Pegasi, verso il confine col Cavallino, è visibile M15, un ammasso globulare fra i più luminosi della volta celeste, osservabile anche con un binocolo.
Fra gli oggetti esterni alla Via Lattea, la galassia più luminosa è NGC 7331, una galassia spirale vista quasi di taglio e individuabile anche con un piccolo telescopio come una macchia allungata in senso nord-sud; da questa galassia si può reperire con facilità, avendo a disposizione un potente strumento, un gruppo di galassie interagenti noto come Quintetto di Stephan, oggetto di studio da parte degli astronomi allo scopo di conoscere le dinamiche dei gruppi di galassie.
NGC 7217 è invece una galassia spirale vista con un angolo che ne consente la facile individuazione dei bracci di spirale, sebbene per distinguerli dall'alone occorrano strumenti molto potenti; in un piccolo strumento si presenta come una macchia chiara di forma ovaleggiante.
Pegaso è nota anche per contenere il primo oggetto del New General Catalogue, NGC 1; si tratta di una galassia spirale poco luminosa.
| Principali oggetti non stellari |                                          |                                          |                   |             |                                        |              |
| Nome                            | Coordinate equatoriali all'epoca J2000.0 | Coordinate equatoriali all'epoca J2000.0 | Tipo              | Magnitudine | Dimensioni apparenti (in primi d'arco) | Nome proprio |
| Nome                            | AR                                       | Dec                                      | Tipo              | Magnitudine | Dimensioni apparenti (in primi d'arco) | Nome proprio |
| M15                             | 21h 29m 58s                              | +12° 10′ :                               | Ammasso globulare | 6,2         | 18,0                                   |              |
| NGC 7177                        | 22h 00m 41s                              | +17° 44′ 16″                             | Galassia          | 11,4        | 3,1 x 1,0                              |              |
| NGC 7217                        | 22h 07m 53s                              | +31° 21′ 32″                             | Galassia          | 10,5        | 3,9 x 3,2                              |              |
| NGC 7331                        | 22h 37m 05s                              | +34° 25′ 01″                             | Galassia          | 9,7         | 10,5 x 3,7                             |              |
| NGC 7457                        | 23h 01m 00s                              | +30° 08′ 41″                             | Galassia          | 11,0        | 4,3 x 2,3                              |              |
| NGC 7479                        | 23h 04m 56s                              | +12° 19′ 00″                             | Galassia          | 11,0        | 4,1 x 3,1                              |              |
| NGC 7814                        | 00h 03m 15s                              | +16° 08′ 43″                             | Galassia          | 11,0        | 5,5 x 2,3                              |              |

## Sistemi planetari
In Pegaso è presente il primo sistema planetario extrasolare conosciuto, quello di 51 Pegasi; la stella, una nana gialla simile al Sole, possiede infatti un gigante gassoso molto vicino alla sua stella madre, con una massa pari a circa la metà di quella di Giove. La stella HR 8799 è nota per avere tre pianeti confermati con una massa molto superiore a quella di Giove, orbitanti a distanze comprese fra le 24 e le 68 UA, più una cintura asteroidale a circa 75 UA. WASP-10, HAT-P-8 e HD 209458 possiedono un pianeta transiente, l'ultimo dei quali (HD 209458 b) è noto come "Osiris" ed è talmente vicino alla sua stella che parte del suo gas, in particolare idrogeno, viene disperso nello spazio formando una lunga chioma.
| Sistemi planetari |                                          |                                          |             |                   |                              |
| Nome del sistema  | Coordinate equatoriali all'epoca J2000.0 | Coordinate equatoriali all'epoca J2000.0 | Magnitudine | Tipo di stella    | Numero di pianeti confermati |
| Nome del sistema  | AR                                       | Dec                                      | Magnitudine | Tipo di stella    | Numero di pianeti confermati |
| BD+14°4559        | 21h 13m 36s                              | +14° 41′ 29″                             | 9,66        | Nana arancione    | 1 (b)                        |
| HD 209458         | 22h 03m 11s                              | +18° 53′ 04″                             | 7,65        | Nana gialla       | 1 (b)                        |
| V391 Pegasi       | 22h 04m 12s                              | +26° 25′ 08″                             | 14,57       | Subnana azzurra   | 1 (b)                        |
| HD 210702         | 22h 11m 51s                              | +16° 02′ 26″                             | 5,93        | Gigante arancione | 1 (b)                        |
| HAT-P-8           | 22h 52m 10s                              | +35° 26′ 50″                             | 10,17       | Nana gialla       | 1 (b)                        |
| 51 Pegasi         | 22h 57m 28s                              | +20° 46′ 07″                             | 5,45        | Nana gialla       | 1 (b)                        |
| HR 8799           | 23h 07m 29s                              | +21° 08′ 04″                             | 5,97        | Stella bianca     | 3 (b - c - d)                |
| WASP-10           | 23h 15m 58s                              | +31° 27′ 46″                             | 12,7        | Nana arancione    | 1 (b)                        |
| HD 219828         | 23h 18m 471s                             | +8° 38′ 45″                              | 4,58        | Stella bianca     | 1 (b)                        |

## Mitologia
Il nome Pegaso deriva dal greco πηγή (peghé), che significa sorgente: questo perché il mitico cavallo alato nacque in occidente dalla fonte dell'oceano. La sua nascita accadde subito dopo che Perseo uccise una delle tre sorelle Gorgoni, Medusa; l'eroe salì in sella al cavallo e corse verso l'Oriente. Durante il viaggio del ritorno a casa vide la bellissima Andromeda incatenata e offerta in sacrificio ad un mostro marino identificato con la costellazione della Balena, mandato da Poseidone per punire Cassiopea. Infatti la bellissima madre di Andromeda e moglie di Cefeo si vantava di essere più bella di tutte le Nereidi (figlie proprio del dio Poseidone) scatenando appunto la sua ira.
Perseo salvò la fanciulla uccidendo il mostro e la portò con sé.
Pegaso poi fu affidato a Bellerofonte che lo domò e lo cavalcò compiendo mille e mille imprese. Infine dopo la morte di Bellerofonte il cavallo salì in cielo a servire gli dei e fu posto come costellazione.